# Enzyklopädisches Wörterbuch, zusammengestellt von russischen Wissenschaftlern und Schriftstellern
Das Enzyklopädische Wörterbuch, zusammengestellt von russischen Wissenschaftlern und Schriftstellern (russisch Энциклопедический словарь, составленный русскими учёными и литераторами / Enziklopeditscheski slowar, sostawlenny russkimi utschonymi i literatorami, wiss. Transliteration Ėnciklopedičeskij slovar', sostavlennyj russkimi učënymi i literatorami) ist ein unvollendetes russisches universelles mehrbändiges enzyklopädisches Wörterbuch, das in den Jahren 1861–1863 in der Druckerei von Iwan Iljitsch Glasunow in St. Petersburg erschien.

## Editionsgeschichte
Das Werk erschien nach und nach in Einzelbänden. Der erste Band erschien im Frühjahr 1861, zuerst unter der Redaktion des Herausgebers von Otetschestwennyje Sapiski, Andrei Alexandrowitsch Krajewski, dann, ab dem zweiten Band, war der Mathematiker und der zukünftige Ideologe des Narodnikismus Pjotr Lawrowitsch Lawrow (1823–1900) Herausgeber. Im Vorwort zum ersten Band erklärten die Autoren des Wörterbuchs, dass sie sich bei ihrer Arbeit an den „sachlichen“ Standpunkt zu bestimmten Ereignissen halten wollten und dass die Artikel zu allem, was mit Russland zu tun hat, ausführlicher sein würden als die zu anderen Themen.
Die Publikation erhielt einen staatlichen Zuschuss von 23.000 Rubel, aber nach Ansicht der Kritiker des 19. Jahrhunderts war der beabsichtigte Umfang des Wörterbuchs zu „grandios“ (geplant waren etwa 45 Bände) und die Veröffentlichung musste 1863 wegen Geldmangels eingestellt werden. Nach einer anderen Version war der Grund dafür nicht „Grandiosität“, sondern die Weigerung der Regierung, Krajewski angesichts der Verhaftung des Dichters Michail Larionowitsch Michailow weitere Subventionen zu gewähren.
Zum Zeitpunkt der Einstellung des Erscheinens waren erst sechs Bände des Wörterbuchs vorbereitet: die ersten fünf, die im Druck erschienen, enthielten nur die Artikel zum Buchstaben A, und zwar nicht alle geplanten (das letzte Wort war „Afon“), der sechste Band, der nicht im Druck erschien, enthielt einige Artikel zum Buchstaben E oder Je. Unter den Autoren der Artikel für die Ausgabe waren die größten russischen Wissenschaftler und Schriftsteller der Mitte des 19. Jahrhunderts.
Der Darstellung Boris Raikovs zufolge war das 1861 gegründete Enzyklopädische Wörterbuch ein Versuch, liberal-demokratischen Ansichten unter legaler Flagge in der russischen Gesellschaft zu verbreiten. Lawrow zog viele fortschrittliche Persönlichkeiten für dieses Unternehmen an, darunter den Botanikprofessor A. N. Beketow (1825–1902), den Agrarspezialisten A. N. Engelhardt (1832–1893), den radikalen Journalisten M. A. Antonowitsch (1835–1918), den demokratischen Journalisten M. L. Michailow (1829–1865), den Historiker und Literaturkritiker P. P. Pekarski (1827–1872), den Geografen P. P. Semjonow (1827–1914) und viele andere. Der Versuch erwies sich als jedoch erfolglos in dem Sinne, als die Regierung schnell die Tendenzen der führenden Persönlichkeiten des Wörterbuchs erkannte und die weitere Veröffentlichung 1863 durch die Zensur verboten wurde. Dies geschah mit dem Hinweis auf „die schädliche Richtung“ betreffs des sechsten Bandes (mit dem Buchstaben „E“ oder „Je“). 1866 wurde Lawrow verhaftet und in die Provinz Wologda verbannt. Er floh von dort 1867 ins Ausland. Der nächstliegende Grund für das Schließen des Wörterbuchs war Raikov zufolge ein umfangreicher Artikel über die „Juden“ (russisch Евреи / Jewrei, wiss. Transliteration Evrei; Bd. VI, S. 46–160), der die Politik der Judenverfolgung scharf verurteilte und eine korrekte Berichterstattung über die sogenannte Judenfrage anstrebte. Die Autoren des Artikels waren der Herausgeber selbst, P. L. Lawrow, der berühmte Rechtsanwalt und Publizist K. K. Arsenjew, der Schriftsteller-Historiker M. D. Chmyrow und andere.
Karl Ernst von Baer beispielsweise veröffentlichte darin seinen Artikel mit dem Titel „Anthropologie“ (1862).

## Bände
- Энциклопедический словарь, составленный русскими учёными и литераторами / Под. ред. А. Краевского. — [Отд-ние 1.] — Т. I: А — Адб. — Санкт-Петербург: Тип. И. И. Глазунова и К°, 1861. — XIV, 586 с.
- Энциклопедический словарь, составленный русскими учёными и литераторами / Под. ред. А. Краевского. — [Отд-ние 1.] — Т. II: Адв — Акш. — Санкт-Петербург: Тип. И. И. Глазунова и К°, 1861. — VIII, 485 с., ил.: 2 л. ил.
- Энциклопедический словарь, составленный русскими учёными и литераторами / Под. ред. А. Краевского. — [Отд-ние 1.] — Т. III: Ала — Аля. — Санкт-Петербург: Тип. И. И. Глазунова и К°, 1861. — XII, 577 с.
- Энциклопедический словарь, составленный русскими учёными и литераторами / Под. ред. А. Краевского. — [Отд-ние 1.] — Т. IV: Ама — Анто. — Санкт-Петербург: Тип. И. И. Глазунова и К°, 1862. — X, 576 с.
- Энциклопедический словарь, составленный русскими учёными и литераторами / Под. ред. А. Краевского. — [Отд-ние 1.] — Т. V: Антр — Аө. — Санкт-Петербург: Тип. И. И. Глазунова и К°, 1862. — XIV, 752 с.
- Энциклопедический словарь, составленный русскими учёными и литераторами. — Отд-ние 2. — Т. I: Е — Елиз. — Санкт-Петербург: Тип. И. И. Глазунова и К°, 1863. — VI, 480 с. [Часть тиража вышла в 2 кн.].